# Baramulla (Distrikt)
Der Distrikt Baramulla  (Urdu ضلع بارہ مولہ) ist einer von 20 Distrikten in Unionsterritorium Jammu und Kashmir, Indien. Die Stadt Baramulla ist der Verwaltungssitz des Distrikts.

## Etymologie
Der Name bedeutet „Ort des Eberbackenzahns“. Es kommt von zwei Wörtern aus dem Sanskrit Varaha (Eber) and Mula. Nach der hinduistischen Überlieferung war das Kaschmirtal einmal ein See mit Namen „Satisaras“, Parvatis See. In diesem See lebte der Dämon, Jalodbhava bis Vishnu die Gestalt eines Ebers annahm und den Berg mit seinem Zahn eingrub, so dass sich eine Öffnung auftat, die den See trockenlegte.

## Geschichte
Die Stadt Baramulla, von der der Distrikt seinen Namen hat, wurde 2306 vor Christus von Raja Bhimsina gegründet. Zahlreiche Reisende sind nach Baramulla gekommen. Als Eingangstor zum Kaschmirtal war es ein Aufenthaltsort für die Mogulherrscher.
Baramulla war immer für Hindus und Buddhisten von großer Bedeutung und im 15. Jahrhundert machte es der muslimische Heilige Syed Janbaz Wali zum Standort seiner Missionsbewegung. Der Schrein seines Grabes ist heute eine Pilgerstätte. 1894 besuchte der sechste Guru der Sikh, Shri Hargobind Baramulla.
Nachdem Maharaja Hari Singh sich im Oktober 1947 für die Unabhängigkeit Kaschmirs und damit gegen den Anschluss an Indien entschieden hatte, griffen pakistanische Truppen die Region im Rahmen der Operation Gulmarg an. Am 25. Oktober 1947 nahmen sie Baramulla ein, wo sie zwei Tage lang wüteten, ehe indische Truppen sie vertrieben.

## Verwaltung
Der Distrikt Baramulla besteht aus acht Tehsils: Pattan, Uri, Kreeri, Boniyar, Tangmarg, Sopore, Rafaiabad und Baramulla sowie aus 12 Blöcken: Uri, Rohama, Rafiabad, Zaingeer, Sopore, Boniyar, Baramulla, Tangmarg, Singpora, Pattan, Wagoora und Kunzer. Der Thesil Pattan ist der größte Tehsil und wurde vom Thesil Kreeri abgetrennt. Jeder Block besteht aus einer Rehe von Panchayats.
Der Distrikt hat sieben Wahlbezirke: Uri, Rafiabad, Sopore, Sangrama, Baramulla, Gulmarg und Pattan.

## Bevölkerung
Nach der Volkszählung von 2011 hatte der Distrikt 1.015.503 Einwohner. Die Geschlechterverteilung betrug 873 Frauen auf 1.000 Männer. Ein Rückgang von 905 Frauen auf 1000 Männer bei der Volkszählung 2001 und deutlich unter dem nationalen Durchschnitt von 940 Frauen auf 1000 Männer. Die Geschlechterverteilung für Kinder zwischen 0 und 6 Jahren betrug sogar nur 866 Frauen auf 1000 Männer.
Der Distrikt hat eine Bevölkerungsdichte von 305 Einwohnern pro Quadratkilometer. Sein Bevölkerungswachstum von 2001 bis 2011 betrug 20,34 %. Die Alphabetisierungsrate betrug im Durchschnitt 66,93 %, davon waren 77,35 % männliche und 55,01 % weibliche Personen. Baramulla ist nach der Volkszählung von 2011 die größte Stadt im Distrikt und die viertgrößte in Jammu und Kashmir mit 167.986 Einwohnern.

## Geographie
Der Distrikt erstreckt sich von Srinagar und Ganderbal im Osten bis zur Line of Control im Westen und von Kupwara im Norden, Bandipore im Nordwesten über Badgam im Südwesten bis Punch im Süden.
Der Jhelum fließt durch ihn hindurch. Der Ort Barmamulla liegt an diesem Fluss.

## Wirtschaft
Der Distrikt Baramulla ist der größte Produzent landwirtschaftlicher Erzeugnisse in Jammu und Kashmir.
Tourismus
- Der Distrikt ist ein beliebtes Touristenziel. Gulmarg, eine Hill Station und Skiresort, liegt im Distrikt Baramulla. Andere Touristenattraktionen sind der Wular-See und der Manasbal-See.
- Der Öko-Park Khadniyar liegt an der Straße von Baramulla nach Uri auf einer Insel im Jehlum.

Verkehr
- Baramulla liegt am National Highway 1A. Eine Straßenverbindung nach Muzaffarabad in Pakistan wurde 1947 unterbrochen. Die Verbindung wurde mit Einschränkungen 2005 wieder geöffnet.
- Baramulla ist der Endpunkt der Eisenbahnlinie durch Kaschmir. Die Strecke verbindet die Stadt zurzeit mit Srinagar, Qazigund und Banihal durch einen Tunnel unter dem Pir Panjal. Eine Anbindung an Jammu wird gebaut.